# Replycar
Replycar war ein brasilianischer Hersteller von Automobilen.

## Unternehmensgeschichte
Das Unternehmen aus São Paulo stellte Automobile und Kit Cars her. Der Markenname lautete Replycar. Der Produktionszeitraum ist nicht explizit überliefert, aber deren Internetseite wurde zwischen 2006 und 2010 im Webarchiv gespeichert.

## Fahrzeuge
Das Modell KDR-Z 1 ähnelte dem VW-Buggy Kadron. Zur Wahl standen ein Fahrgestell von Volkswagen do Brasil und ein eigener Rohrrahmen. Darauf wurde eine offene türlose Karosserie aus Fiberglas montiert. Hinter den vorderen Sitzen war ein Überrollbügel. Die Windschutzscheibe war nach vorne klappbar. Runde Scheinwerfer waren teilweise in die Fahrzeugfront integriert. Ein luftgekühlter Vierzylinder-Boxermotor im Heck trieb die Hinterräder an.
Das Unternehmen selber gab außerdem an, Nachbildungen von AC Cobra und Porsche 550 herzustellen.